# Amado Carrillo Fuentes
Artikeln följer den spanska namnseden; faderns efternamn är Carrillo och moderns efternamn Fuentes.

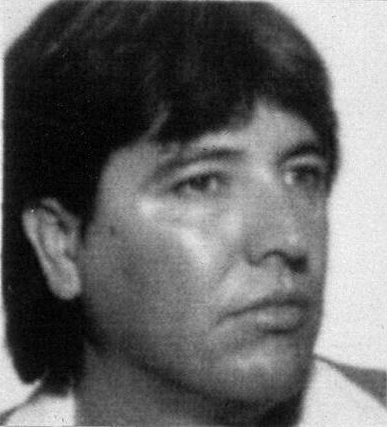
Amado Carrillo Fuentes, okänt år.

Amado Carrillo Fuentes, gick under smeknamnet El Señor de Los Cielos (svenska: Himmelens Herre), född 17 december 1956 i Guamuchilito i Sinaloa, död 4 juli 1997 i Mexico City, var en mexikansk knarkkung. Han ledde brottssyndikatet Cártel de Juárez mellan 1993 och 1997. Carrillo Fuentes blev ofta kallad Himmelens Herre på grund av sin enorma flotta av flygplan, som användes för att transportera stora mängder narkotika. Han beskrevs också ofta som att vara en av de mest inflytelserika knarkkungarna i sin generation och hans förmögenhet beräknades vara på 25 miljarder amerikanska dollar på sin höjd, det var bara den colombianske knarkkungen Pablo Escobar som har haft större rapporterad förmögenhet.
Den 12 april 1993 var Cártel de Juárezs högste ledare Rafael Aguilar Guajardo i Cancún i Quintana Roo tillsammans med sin familj. Utanför en restaurang öppnade minst en gärningsman eld med en AR-15 och sköt ihjäl Aguilar Guajardo samt skottskadade hans fru och ena son. Polisen lyckades gripa tre gärningsmän senare under dagen och där de erkände att de var 
anlitade för att utföra dådet. Carrillo Fuentes ska enligt uppgift ha beordrat om detta och tog omedelbart över ledarrollen i drogkartellen. Den 4 juli 1997 avled Carrillo Fuentes när han genomgick massiva plastikoperationer som alternerade hans utseende efter att både amerikanska och mexikanska myndigheter var hack i häl på honom bara dagar innan han genomgick dessa. Efter hans död tog hans bror Vicente Carrillo Fuentes över ledarrollen och hade den fram till 2014 när han blev arresterad av mexikanska armén och mexikanska federala poliser.
Han var brorson till Ernesto Fonseca Carrillo, som var delgrundare och en av ledarna för Cártel de Guadalajara, Mexikos dominanta drogkartell på 1980-talet.